# Franciszek Antoni Szembek
Franciszek Antoni Szembek herbu Szembek (ur. 1686 w Świeciechowie, zm. 1728 w Przemyślu) – biskup pomocniczy przemyski (1724–1728), kanonik krakowski, gnieźnieński, przemyski. 
Syn Przecława Stefana i Marianny Opockiej, wuj Józefa Maksymiliana Ossolińskiego. Pełnił urząd kustosza łowickiego. Pochowany w podziemiach katedry przemyskiej.